# Matthew and Son (nummer)
"Matthew and Son" is een single geschreven, gecomponeerd en uitgevoerd door de Britse singer-songwriter Yusuf Islam. Hij trad destijds op onder de artiestennaam Cat Stevens. Het is de titelsong van Stevens' debuutalbum uit 1967.

## Achtergrond
Stevens had op achttienjarige leeftijd een platencontract gekregen bij Deram Records, een dochterbedrijf van Decca Records, nadat een platenbaas hem een optreden met door de skiffle geïnspireerde muziek zag geven. Op 30 december 1966 werd, vooruitlopend op het debuutalbum, Matthew and Son als single uitgebracht. In het nummer wordt Stevens bijgestaan door Led Zeppelin-bassist John Paul Jones en door Nicky Hopkins op piano. 
Het nummer gaat over een bedrijf genaamd Matthew and Son; waar de arbeiders, die er soms al een halve eeuw werken, loonslaven zijn maar geen van allen durft om verbeterde arbeidsomstandigheden te vragen.
De melodie van het nummer Mad World van Tears for Fears is deels gebaseerd op de melodie van Matthew and Son. Ook Echo & the Bunnymen hebben de melodie geleend, voor het nummer The Cutter.

## Ontvangst
Het werd de best scorende single van Cat Stevens in het VK, met een tweede positie in de UK Singles Chart als hoogste positie. In de Nederlandse Top 40 werd de 27e positie behaald.

## NPO Radio 2 Top 2000
| Nummer met noteringen in de NPO Radio 2 Top 2000 | '00 | '01  | '02  | '03  | '04  | '05  |
| ------------------------------------------------ | --- | ---- | ---- | ---- | ---- | ---- |
| Matthew and Son                                  | 928 | 1304 | 1636 | 1997 | 1991 | 1976 |

1. ↑  Een vetgedrukt getal geeft de hoogste notering aan.
2. ↑  2000 was het eerste jaar met een notering voor dit nummer.
3. ↑  Deze tabel is bijgewerkt tot en met de laatste editie (2024).